# Sun Giant
Sun Giant es un EP de la banda de Seattle Fleet Foxes, lanzado el 25 de febrero de 2008. Junto con el álbum Fleet Foxes (álbum), Sun Giant fue elegido como el mejor álbum del año por Pitchfork.
Aunque fue editado antes que el álbum Fleet Foxes, en realidad las canciones del EP fueron grabadas después.

## Listado de canciones
1. "Sun Giant" – 2:14
2. "Drops in the River" – 4:13
3. "English House" – 4:41
4. "Mykonos" – 4:35
5. "Innocent Son" – 3:07